# Jacques Duron
Jacques Duron (* 24. April 1904 in Montluçon; † 23. November 1974) war ein französischer  Dichter, Romanist und Musikschriftsteller.

## Leben und Werk
Jacques-Robert Duron habilitierte sich 1945 an der Sorbonne mit den beiden Thèses La pensée de Georges Santayana (1. Santayana en Amérique, Paris 1950) und Manuel bibliographique de la philosophie anglo-américaine contemporaine 1875-1930. Als Leiter der Literaturabteilung im Kulturministerium gab er im Zusammenwirken mit Alain Guillermou ab 1952 die sprachpflegerische Zeitschrift Vie et Langage heraus und war der eigentliche Initiator der seit 1965 veranstalteten Biennalen der französischen Sprache (Namur 1965, Quebec 1967, Lüttich 1969, Menton 1971, Dakar 1973, Echternach 1975, Moncton 1977, Jersey 1979, Lausanne/Aostatal 1981, Lissabon 1983, Tours 1985, Marrakech 1987, Quebec 1989, Lafayette 1991, Avignon 1993, Bukarest 1995, Neuchâtel 1997, Ouagadougou 1999, Ottawa/Hull 2001, La Rochelle 2003, Brüssel 2005, Dakar 2007, Sofia 2009, Tallinn 2011, Bordeaux 2013).
In Durons Buch Langue française, langue humaine (Paris 1963) enden „die ständigen Ansprüche auf die Weltgeltung des Französischen […] in Dünkel und Maßlosigkeit“ (Söll 1983 [1970], S. 303).

## Weitere Werke
- Poèmes retrouvés, Genf 1954
- Valeurs. Figures signifiantes et messages pour notre temps,  Paris 1972